# Claudio Pollio
Claudio Pollio, född den 27 maj 1958 i Neapel, Italien, är en italiensk brottare som tog OS-guld i lätt flugviktsbrottning i fristilsklassen 1980 i Moskva.